# Lijst van gemeenten in kanton Schaffhausen
Het Zwitserse kanton Schaffhausen omvat 27 gemeenten:

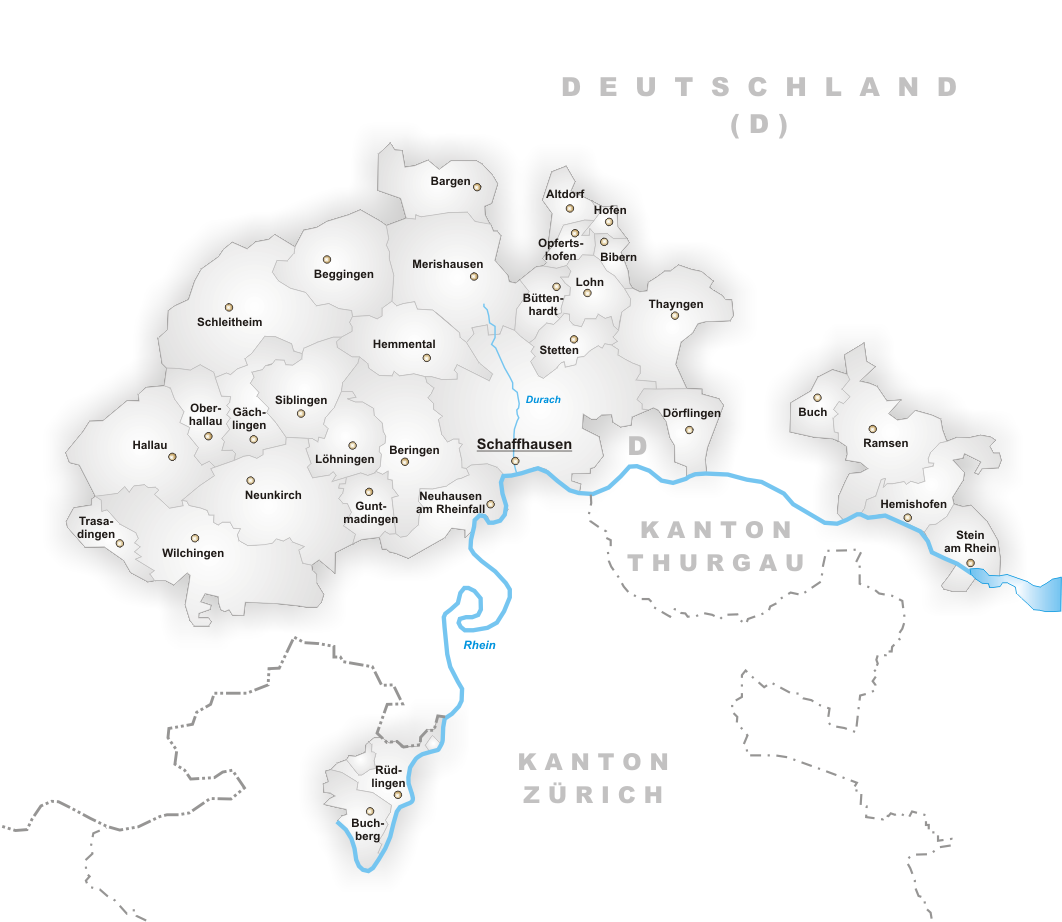
Gemeenten van het kanton Schaffhausen

| Wapenschild            | Gemeentenaam           | Inwoners (31/12/2005) | Oppervlakte (km²) |
| ---------------------- | ---------------------- | --------------------- | ----------------- |
| Bargen                 | Bargen                 | 236                   | 8,27              |
| Beggingen              | Beggingen              | 511                   | 12,58             |
| Beringen               | Beringen               | 3216                  | 14,19             |
| Buch                   | Buch                   | 290                   | 3,80              |
| Buchberg               | Buchberg               | 793                   | 6,04              |
| Büttenhardt            | Büttenhardt            | 352                   | 4,00              |
| Dörflingen             | Dörflingen             | 797                   | 5,82              |
| Gächlingen             | Gächlingen             | 789                   | 7,13              |
| Guntmadingen           | Guntmadingen           | 249                   | 4,49              |
| Hallau                 | Hallau                 | 2004                  | 15,32             |
| Hemishofen             | Hemishofen             | 394                   | 7,88              |
| Lohn                   | Lohn                   | 649                   | 4,87              |
| Löhningen              | Löhningen              | 1124                  | 6,83              |
| Merishausen            | Merishausen            | 708                   | 17,57             |
| Neuhausen am Rheinfall | Neuhausen am Rheinfall | 9778                  | 7,98              |
| Neunkirch              | Neunkirch              | 1806                  | 17,91             |
| Oberhallau             | Oberhallau             | 418                   | 6,04              |
| Ramsen                 | Ramsen                 | 1316                  | 13,50             |
| Rüdlingen              | Rüdlingen              | 621                   | 5,49              |
| Schaffhausen           | Schaffhausen           | 33'431                | 31,00             |
| Schleitheim            | Schleitheim            | 1723                  | 21,63             |
| Siblingen              | Siblingen              | 747                   | 9,42              |
| Stein am Rhein         | Stein am Rhein         | 3118                  | 6,06              |
| Stetten                | Stetten                | 1005                  | 4,73              |
| Thayngen               | Thayngen               | 4120                  | 11,92             |
| Trasadingen            | Trasadingen            | 570                   | 4,14              |
| Wilchingen             | Wilchingen             | 1682                  | 21,10             |

## Gemeentelijke herindelingen
Sinds 2000 hebben de volgende wijzigingen plaatsgevonden:

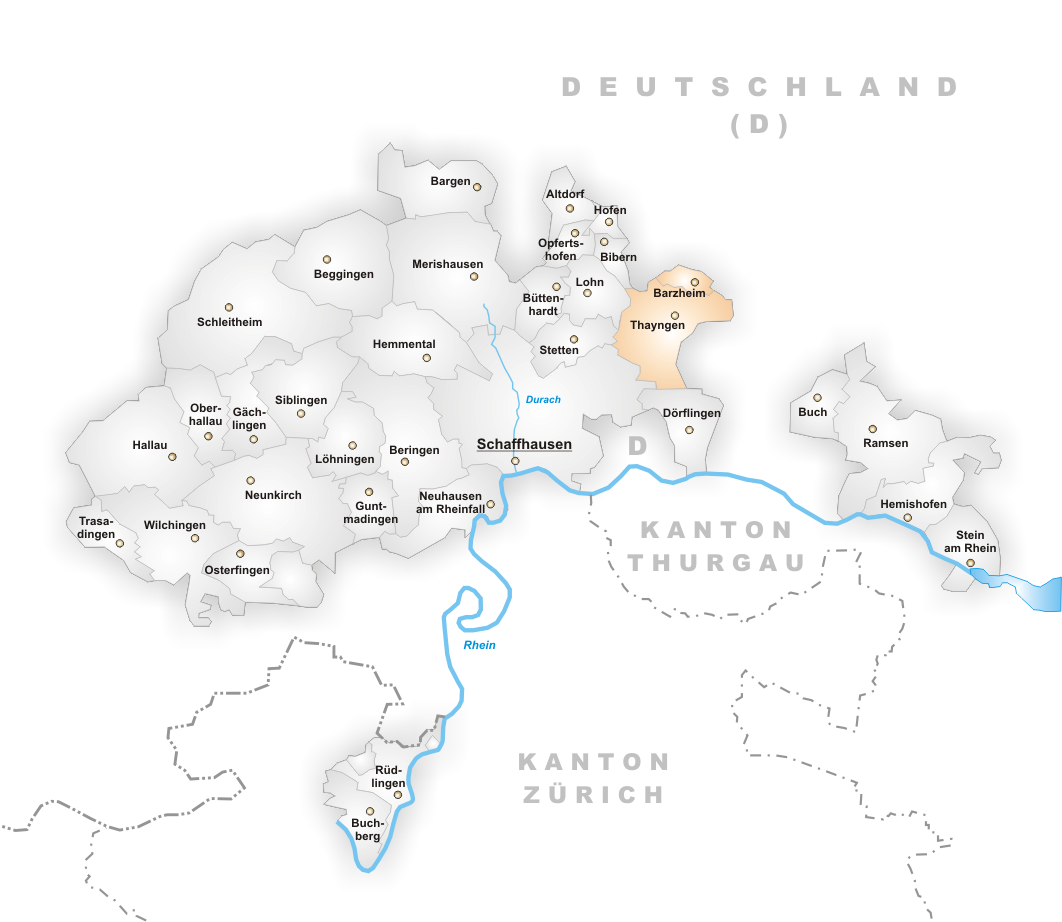
Gemeenten tot 2003
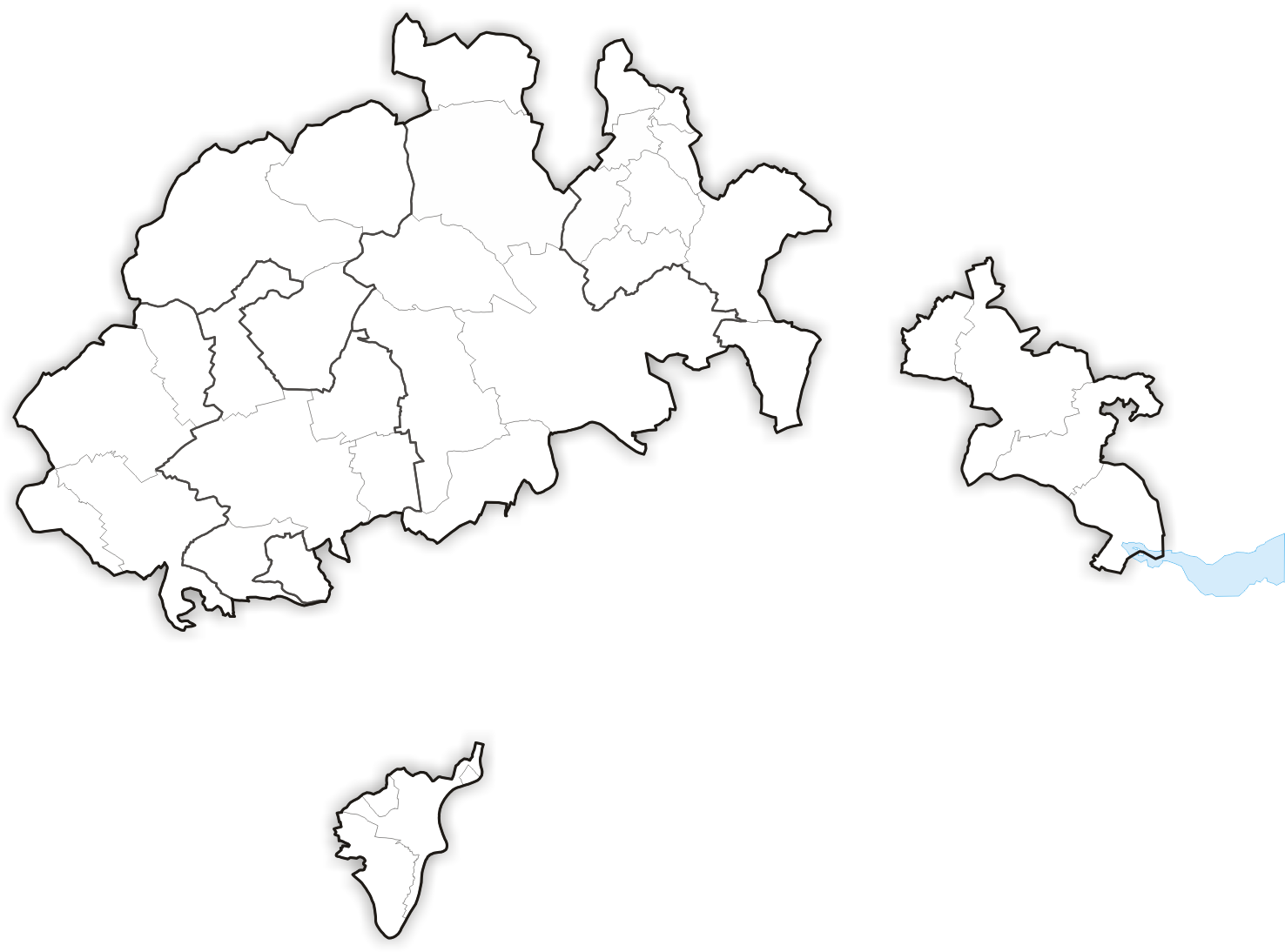
Gemeenten tot 2004
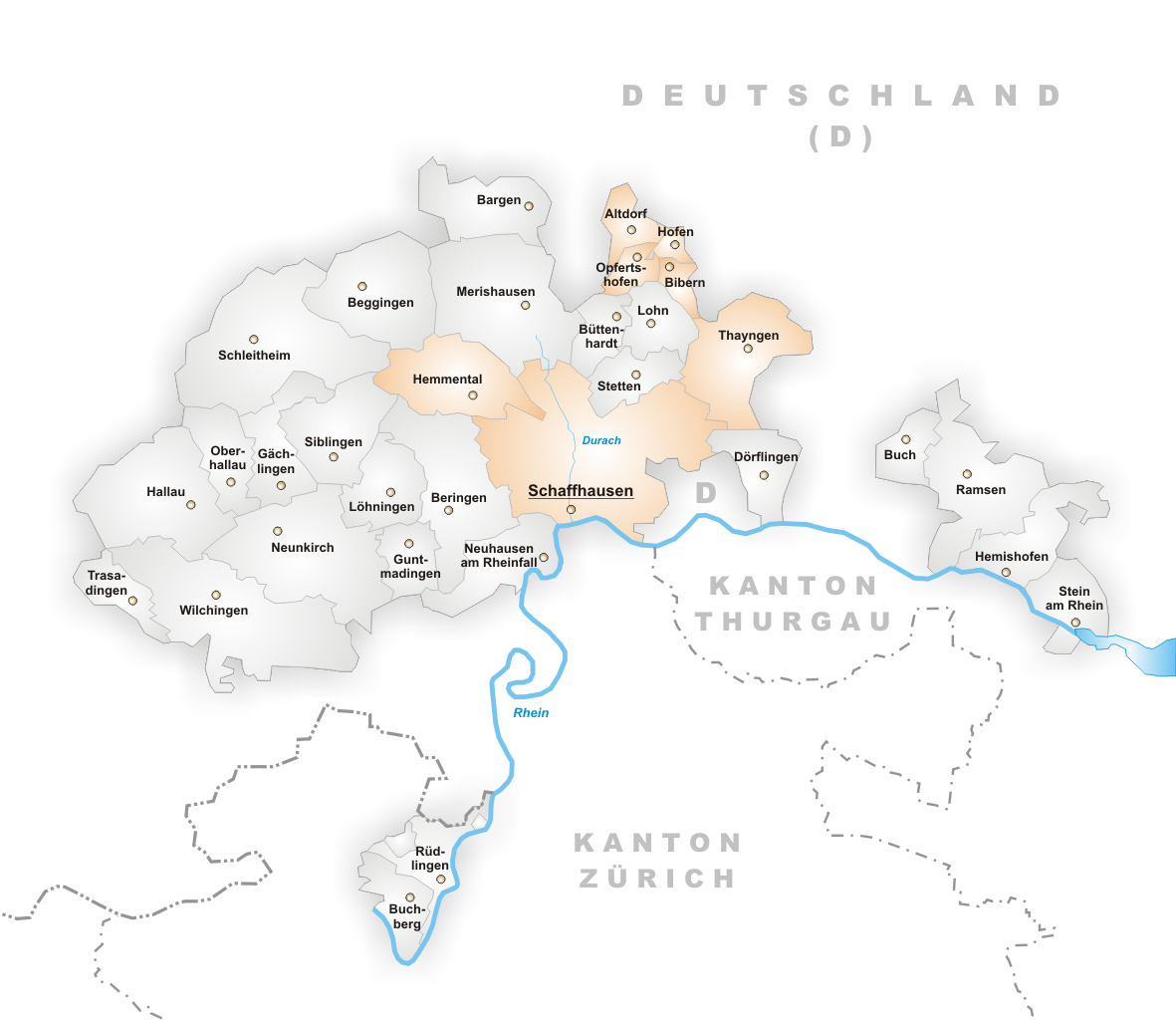
Gemeenten tot 2008

### Fusies
- 2004: Barzheim en Thayngen → Thayngen
- 2005: Osterfingen en Wilchingen → Wilchingen
- 2009: Hemmental → Schaffhausen
- 2009: Altdorf, Bibern, Hofen, Opfertshofen en Thayngen → Thayngen

Bern · 
Genève · 
Glarus · 
Graubünden · 
Schaffhausen